# SourceWeb
SourceWeb ist eine BI-Software zur Entgeltabrechnung, Humankapital-Verwaltung, CRM, Web-Analyse und Buchführung.

## Geschichte
SourceWeb wurde ursprünglich beginnend ab 2001 vom US-amerikanischen Softwarehersteller  Ceridian als Software zur Entgeltabrechnung und Verwaltung von Humankapital entwickelt. Im Jahre 2004 wurde die Software inklusive mehr als 800 Kunden aus dem Mittelstand für einen Gesamtbetrag von 31 Millionen USD an RSM McGladrey verkauft, welches diese zu einem unabhängigen Unternehmen mit derselben Firmenbezeichnung wie die Software ausgliederte.
Seit 2016 ist die Software auch beim französischen Verteidigungsministerium im Einsatz. Die Kosten für die Lizenz und Einrichtung der Software inklusive interner Kosten lagen dabei bei etwa 15 Millionen Euro.
Heute wird die Software vom Bereich Informatik der daraus entstandenen SourceWeb Unternehmensgruppe weiterentwickelt und vertrieben.

## Funktionalität

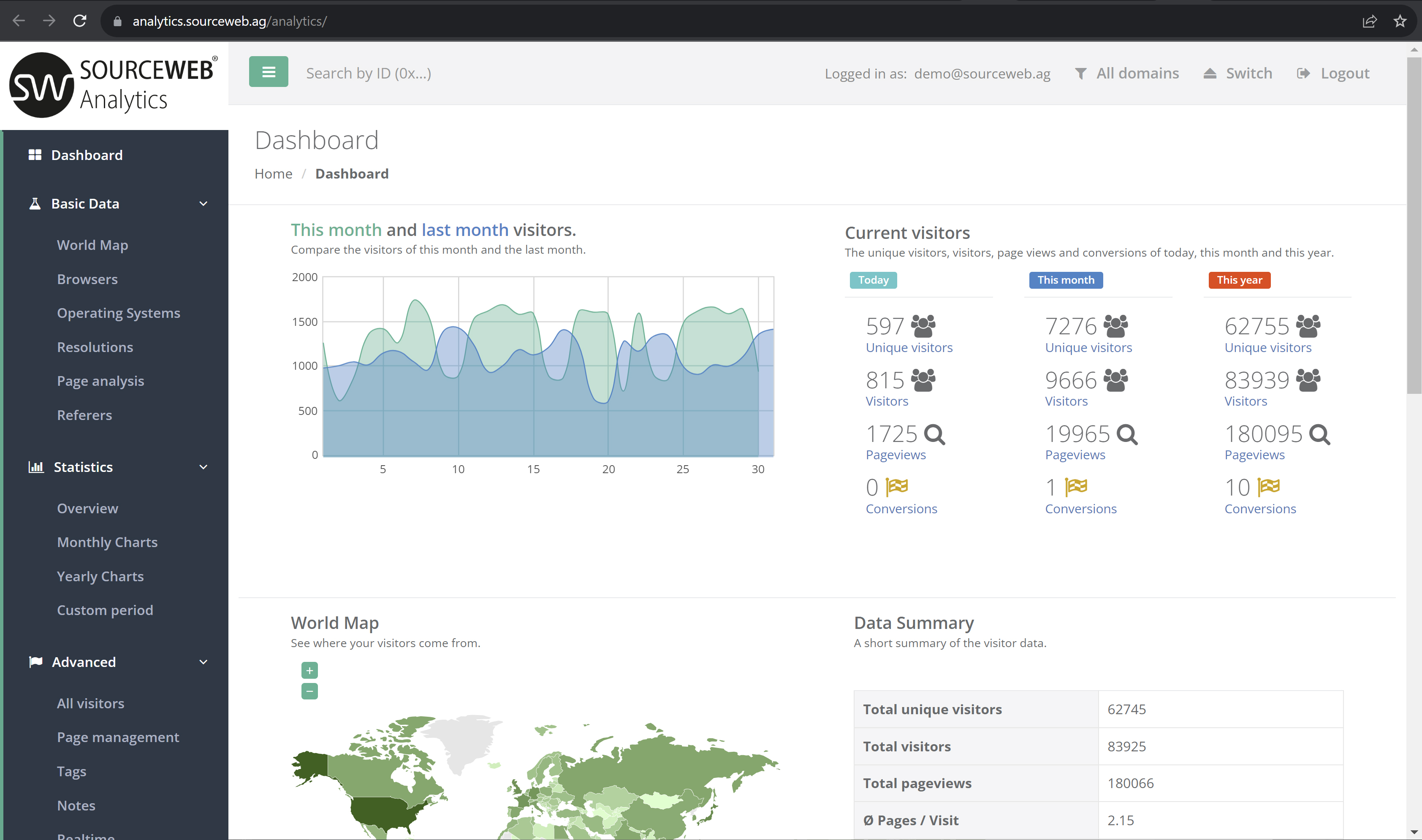
Analytics-Modul der Software

Die Software lässt sich sowohl in der Cloud in der Form von SaaS nutzen, als auch auf eigenen Servern installieren. SourceWeb ist in neun Sprachen verfügbar, darunter Deutsch.
- Payroll: Abrechnung von Mitarbeitern, Übersicht über Sozialversicherungsbeiträge und Steuern, Personalakquise und ähnliches
- HR: Erfassung der Arbeitszeiten, Abwesenheiten, Urlaube und Krankenstände. Verwaltung von Teams und einer Wissensdatenbank
- Analytics: Detaillierte Analyse von Webseiten-Besuchern
- CRM: Verwaltung von Kundendaten, Einschätzung von deren Kreditwürdigkeit, sowie Bewertung der Zahlungsmoral und Zahlungsfähigkeit